# Schradera yutajensis
Schradera yutajensis är en måreväxtart som beskrevs av Julian Alfred Steyermark. Schradera yutajensis ingår i släktet Schradera och familjen måreväxter. Inga underarter finns listade i Catalogue of Life.